# Tom Watson (entrenador de fútbol)
Tom Watson (abril de 1859 – 6 de mayo de 1915) fue un entrenador de fútbol inglés que dirigió al Sunderland y al Liverpool a finales del siglo XIX y comienzos del siglo XX. Al ganar el título de liga con ambos clubes—el primer título para ambos—se convirtió en el primer entrenador en lograrlo con dos equipos diferentes. Watson sigue siendo el entrenador con más tiempo al mando del Liverpool, con un total de diecinueve años en el cargo.

## Biografía
Tom Watson comenzó su carrera futbolística en Newcastle, donde fundó el club Rosehill en 1881. También jugó para equipos locales como Woodbine, Rosewood y Heaton. Además, desempeñó funciones administrativas en Newcastle West End y Newcastle East End. Ayudó a que el West End consiguiera el arrendamiento del St James' Park, pero renunció en diciembre de 1887 tras un incidente de sobrecupo durante un partido entre Shankhouse y Aston Villa. Luego se unió al East End para la temporada 1888–89, donde continuó contratando jugadores escoceses, una estrategia que ya había utilizado en su anterior club.
Watson fue director técnico del Sunderland entre 1889 y 1896. En ese período, logró que el equipo se incorporara a la Football League y lo condujo a conquistar tres campeonatos en las temporadas 1891–92, 1892–93 y 1894–95, convirtiéndose en el técnico más exitoso de la historia del club. El Sunderland de Watson fue apodado el “equipo de todos los talentos” por William McGregor, fundador de la liga, tras vencer 7–2 al Aston Villa.
En 1896, Watson se trasladó al Liverpool, donde tuvo una larga y fructífera gestión hasta su muerte en 1915. Ganó dos títulos de liga en 1900–01 y 1905–06, siendo los primeros en la historia del club. Fue el primer entrenador en ganar la liga con dos clubes distintos, hazaña igualada solo por Herbert Chapman, Brian Clough y Kenny Dalglish. También llevó al Liverpool a su primera final de la FA Cup en 1914, donde perdieron 1–0 contra el Burnley. En abril de 1915, contrajo una neumonía tras un viaje a Newcastle y falleció el 6 de mayo. Fue sepultado en el cementerio de Anfield, acompañado por varios de sus jugadores.

## Palmarés

### Como entrenador

#### Sunderland (1889–1896)
- Primera División de Inglaterra
  - Campeón: 1891–92, 1892–93, 1894–95
  - Subcampeón: 1893–94

#### Liverpool (1896–1915)
- Primera División de Inglaterra
  - Campeón: 1900–01, 1905–06
  - Subcampeón: 1898–99, 1909–10
- Segunda División de Inglaterra
  - Campeón: 1904–05
- FA Cup
  - Subcampeón: 1913–14
- Sheriff of London Charity Shield
  - Campeón: 1906–07